# Municipio de Richland (condado de Benton)
El municipio de Richland (en inglés: Richland Township) es un municipio ubicado en el condado de Benton en el estado estadounidense de Indiana. En el año 2010 tenía una población de 542 habitantes y una densidad poblacional de 5,83 personas por km².

## Geografía
El municipio de Richland se encuentra ubicado en las coordenadas 40°41′32″N 87°23′29″O / 40.69222, -87.39139. Según la Oficina del Censo de los Estados Unidos, el municipio tiene una superficie total de 93.03 km², de la cual 92,97 km² corresponden a tierra firme y (0,07 %) 0,07 km² es agua.

## Demografía
Según el censo de 2010, había 542 personas residiendo en el municipio de Richland. La densidad de población era de 5,83 hab./km². De los 542 habitantes, el municipio de Richland estaba compuesto por el 97,23 % blancos, el 0,37 % eran asiáticos, el 2,03 % eran de otras razas y el 0,37 % eran de una mezcla de razas. Del total de la población el 3,87 % eran hispanos o latinos de cualquier raza.